# Oenopota reticulosculpturata
Oenopota reticulosculpturata é uma espécie de gastrópode do gênero Oenopota, pertencente a família Mangeliidae.